# Shrivardhan
 (mars 2024).
Shrivardhan, est une ville du district de Raigad dans l'État indien du Maharashtra. Lors du recensement de l'Inde de 2011, sa population s'élève à 15 123 habitants.